# Lepechinia fragrans
Lepechinia fragrans là một loài thực vật có hoa trong họ Hoa môi. Loài này được (Greene) Epling mô tả khoa học đầu tiên năm 1948.

## Hình ảnh

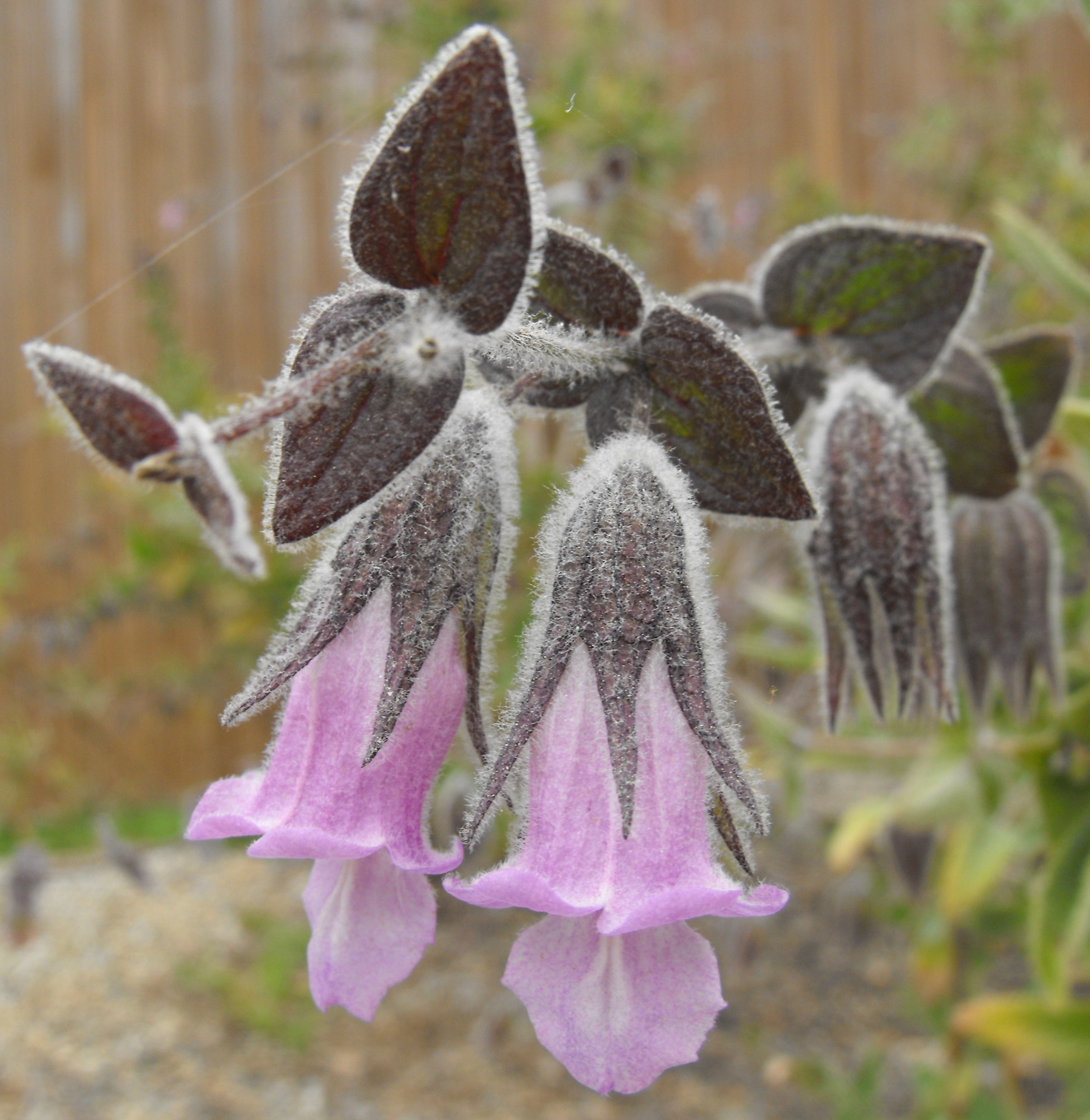
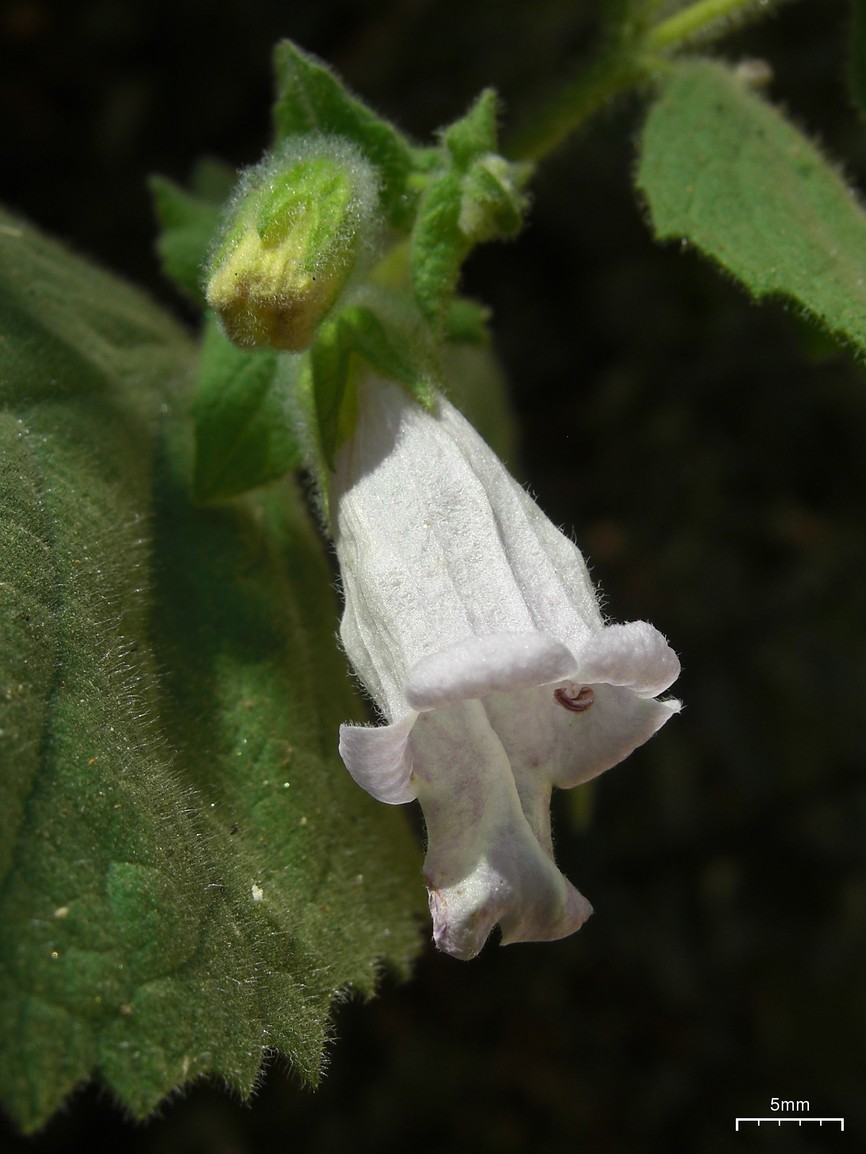
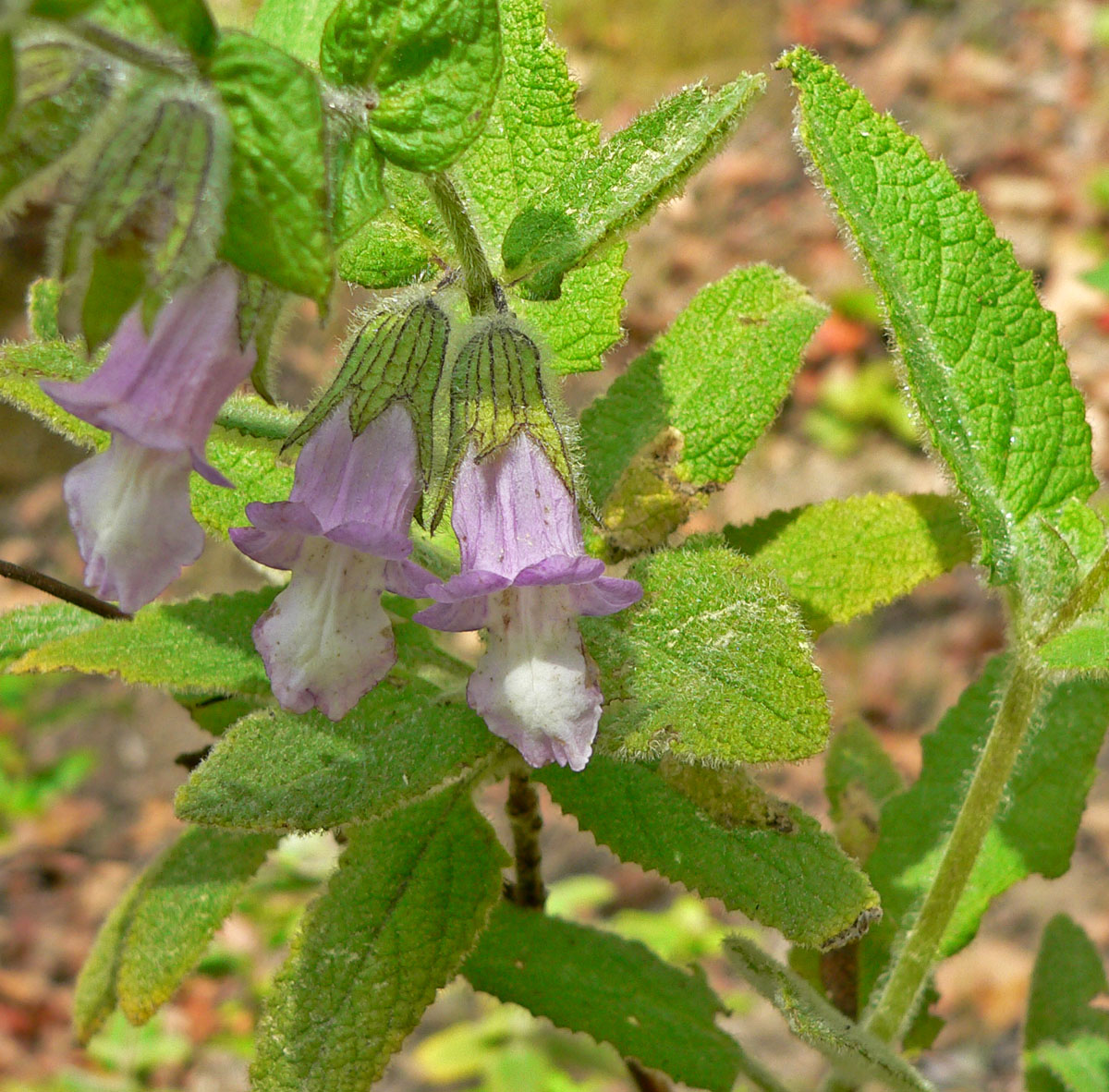
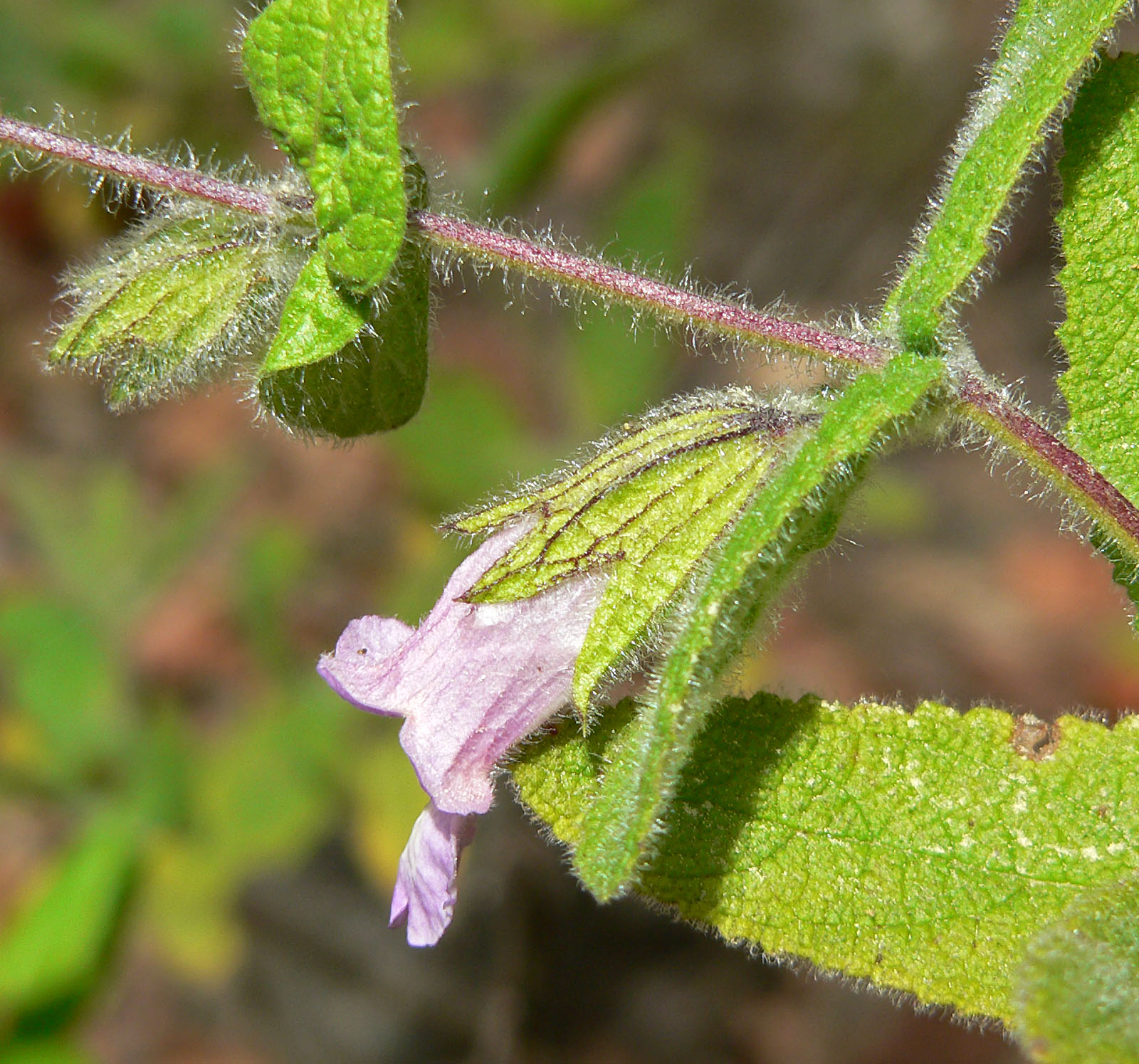